# Лук'яновка (Люберецький міський округ)
Лук'я́новка (рос. Лукьяновка) — присілок у складі Люберецького міського округу Московської області, Росія.

## Населення
Населення — 21 особа (2010; 19 у 2002).
Національний склад (станом на 2002 рік):
- росіяни — 100 %